# 代受苦
代受苦（だいじゅく、サンスクリット: Duhkhaudvahana）は、仏や菩薩が、慈悲の心から、衆生の苦しみを代わりに受けることをいう。大悲受苦、大悲代受苦ともいう。
特に、地蔵菩薩はその徳相を表すとされる。他人の代わりに苦しみを受けることで、菩薩の大慈悲心についていう。